# Dimmitt, Texas
Dimmitt là một thành phố thuộc quận Castro, tiểu bang Texas, Hoa Kỳ. Năm 2010, dân số của xã này là 4393 người.

## Dân số
- Dân số năm 2000: 4375 người.
- Dân số năm 2010: 4393 người.